# Sworn
Gli Sworn sono una band norvegese black metal originaria di Bergen, fondata nel 2005.
I principali temi delle loro canzoni riguardano la morte, l'oscurità e la pazzia.

## Formazione

### Formazione attuale
- Max Wilson - voce (2007)
- Christoffer Kjørsvik - chitarra (2005)
- Gøran Hope - chitarra (2005)
- Tom Ian Klungland - batteria (2005)
- Dag "Dreggen" Anderson - basso (2009)

### Ex componenti
- Lars Jensen - voce (2006-2007)
- Roland "Røst" Røtne - voce (2005-2006)
- Leif Herland - basso (2005-2008)

## Discografia

### Album in studio
- 2007 - The Alleviation
- 2009 - Bastards and Conquerors
- 2018 - Dark Stars and Eternity

### Demo
- 2005 - Night Supremacy